# Wilhelm Ebbinghaus
Wilhelm August Emil Ebbinghaus (* 17. Oktober 1864 in Grüne (Iserlohn); † 1951) war ein deutscher Maler und Lithograf.

## Leben und Werke
Wilhelm Ebbinghaus besuchte die Iserlohner Gewerbeschule. Später absolvierte er eine akademische Ausbildung. Ab dem 18. März 1889 arbeitete er als Maler und Zeichner bei der Kunstanstalt G. W. Seitz in Hamburg-Wandsbek, die seine Vorlagen als Farbdrucke reproduzierte. Gustav W. Seitz attestierte ihm 1884 eine künstlerische Veranlagung, gutes Verständnis für gestellte Aufgaben und Phantasiereichtum. 1908 wurde Ebbinghaus technischer Leiter des Betriebs, allerdings ohne Procura. Am 28. November 1925 wurde sein „25jähriges Inspektorenjubiläum“ gefeiert.
Er schuf zahlreiche Bilder nach biblischen Vorlagen, nutzte aber auch zeitgenössische Motive. Fast vier Jahrzehnte lang war er künstlerischer Leiter der Kunstanstalt in Wandsbek.
Als deren wirtschaftliche Lage sich im Zuge des Ersten Weltkrieges verschlechterte, wurde Ebbinghaus’ Gehalt herabgesetzt. Daher arbeitete er ab dieser Zeit auch für andere Verlage. 1928 ging die Wandsbeker Kunstanstalt in Konkurs. Ebbinghaus fand eine neue Arbeitsstelle als Gebrauchsgrafiker in der Buch- und Steindruckerei Scholz & Haeusler in Hamburg, für die er Plakate und Etiketten entwarf.
1943 wurde Ebbinghaus’ Wohnung in der Hamburger Fichtestraße ausgebombt. Er übersiedelte deshalb nach Iserlohn, wo er hauptsächlich Landschaften und Tierstücke malte.

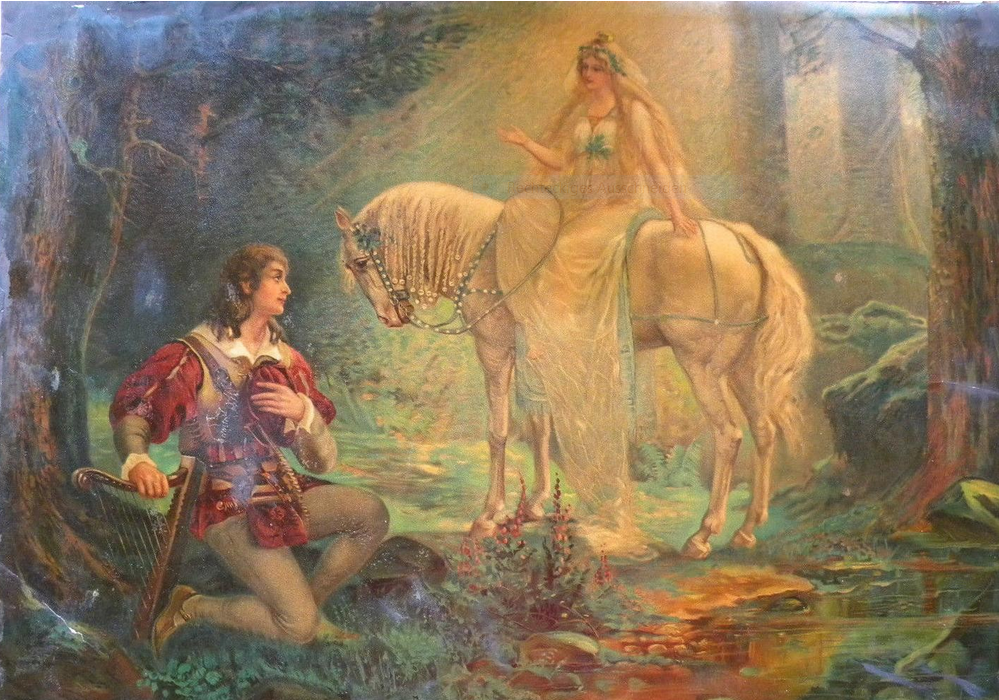
Kunstdruck von Wilhelm Ebbinghaus (Ausschnitt): Prinz mit Harfe vor einer Prinzessin auf einem Pferd kniend, Mittelaltermotiv (um 1900)

Das Museum Europäischer Kulturen verzeichnet seine Darstellung der Salome aus der Zeit um 1925. Das als Chromolithographie vervielfältigte Gemälde zeigt Salome auf einem Tigerfell liegend. Es ist 70 cm breit und 49 cm hoch. Christa Pieske schrieb über dieses Bild: „Die Verknüpfung von orientalisiertem weiblichem Judentum und fataler Erotik durchzieht die Kulturgeschichte des ausgehenden 19. und beginnenden 20. Jahrhunderts und wird doch selten so offensichtlich wie in diesem (trivialen) Bild, dessen farbige Reproduktion in Werbeanzeigen gemeinsam mit einer „Büßenden Magdalena nach Battoni“ als „für Schlafzimmer geeignet“ angepriesen wurde.“
Anlässlich des zweiten Nationalen Eucharistischen Kongresses in Bolivien am 19. Juli 1939 wurde Ebbinghaus’ Darstellung des Heiligsten Herzens Jesu zur Gestaltung einer Briefmarke verwendet.
Ebbinghaus’ Nachlass befindet sich im Altonaer Museum.